# Train To Roots

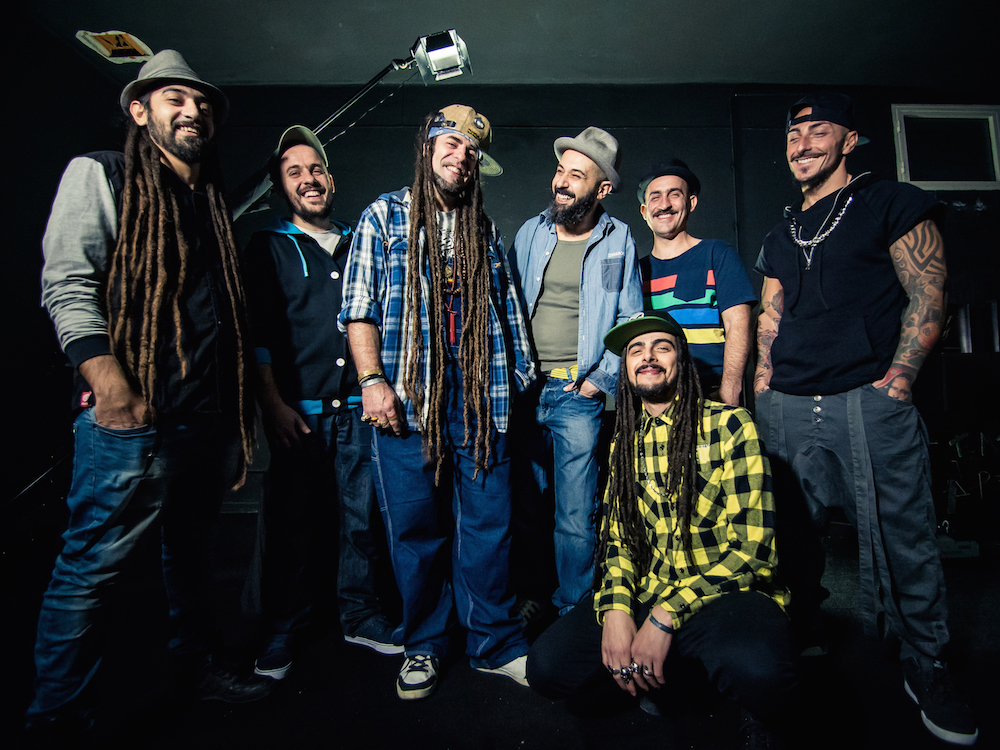
TRAIN TO ROOTS foto in studio

I Train To Roots, nome abbreviato TTR, sono un gruppo musicale reggae italiano.

## Storia del gruppo
Nati a Sassari nel 2004, i Train To Roots sono considerati oggi tra le band più importanti della scena reggae italiana. La band ha vinto nel 2006 il premio come miglior gruppo italiano al European Reggae Contest organizzato dal Rototom Sunsplash. Dopo un intenso lavoro di studio nei primi anni di attività la band è arrivata a calcare i palchi dei festival reggae più importanti d'Italia e d'Europa, tra cui Rototom Sunsplash, Reggae Jam Festival, (Austria), Sunrise Reggae Festival (Germania), Reggae Explosion (RO), Sardinia Reggae Festival (SS), Festa del Sole (GE), Positive River Festival (PR) Festival Diánia (Pais Valencia) e molti altri.
Importante anche il percorso di crescita e studio intrapreso come band di supporto per artisti di fama internazionale quali Al Campbel, General Levy, Errol Bellot e altri. Di rilievo anche la partecipazione alla compilation B Side di Radio DeeJay curata dal popolare dj Alessio Bertallot.
Nel 2010 la band si arricchisce della presenza di un nuovo cantante, Rootsman I, arrivando così a una formazione di grande impatto a tre voci con Paolinho e Bujumannu.
Il cambio di rotta cercato dalla band si manifesta chiaramente nel brano di denuncia Is not a crime primo singolo prodotto nel 2010, e dedicato al Rototom Sunsplash, il più grande raduno reggae europeo, costretto ad abbandonare la location italiana per motivi politici.
La band ha all'attivo anche numerose collaborazioni con altre band della nuova scena reggae italiana, tra queste spicca il Roots Unity Tour 2011, che li ha visti calcare i principali palchi d'Italia e Spagna per più di quattro mesi insieme al gruppo friulano Mellow Mood. Un progetto ambizioso, con una parte del concerto dedicata alla memoria di Bob Marley, proprio nell'anno del trentesimo anniversario della sua scomparsa.
L'ultimo album uscito sempre nel 2011, Breathin Faya è stato presentato al pubblico con due concerti il primo a Cagliari il 30 aprile 2011 in compagnia di numerose band sarde, ed il secondo nella loro città, Sassari, il 21 giugno 2011 davanti a diverse migliaia di persone.
Il tour 2011 si conclude a ottobre 2011 con una ottantina di date.
Il Reggae Lovers tour 2012 si è aperto il 30 aprile 2012 a Cagliari nell'ormai tradizionale concerto in Piazza dei Centomila davanti ad oltre 30000 persone.
Nel settembre 2012 i Train To Roots sbarcano alla 69 Mostra del cinema di Venezia, grazie al film Bellas mariposas di Salvatore Mereu che ha inserito il brano "Il più bel sogno" nella colonna sonora del film. Il 25 settembre esce con un bel video curato dal giovane regista Massimo Gasole il nuovo singolo, si tratta della terza importante cover della discografia di Train To Roots, la versione reggae di "Easy" brano reso famoso dai Commodores di Lionel Richie.
Nel febbraio 2013 i Train To Roots tornano in studio e lo fanno per preparare un progetto speciale da cui uscirà una canzone AFRICAN e un video documentario di 10 minuti dove la band si racconta e spiega come è nato il brano Africans
Proprio dal brano africans è tratto il nome del tour estivo 2013 True Revolution tour che porta la band di nuovo a varcare i confini nazionali ed a suonare in reggae festival in Repubblica Ceca, Austria, Germania e Spagna. Da Segnalare la data della festa della musica 2013 Funky Train To Laber dove i cantanti di Train To Roots si sono esibiti assieme ad una orchestra di 37 elementi diretta da Paolo Fresu
Per tutto l'anno 2013 la band oltre alle date la band lavora ad un nuovo album; proprio mentre tutto il mondo reggae cerca di uniformarsi alle ultime tendenze musicali che arrivano dalla natia Jamaica, i Train To Roots si preparano a dare alla luce l'ennesima prova di originalità che da sempre caratterizza la band sarda. 
In compagnia del nuovo produttore artistico Manuele "Max Stirner" Fusaroli, un artigiano del suono, un musicista e un produttore attivo nel circuito della musica indie italiana e straniera alle prese per la prima volta con una reggae band.
Ad aprile 2014 si vedrà il massivo ritorno sulle scene del Treno con un nuovo lavoro discografico dal titolo Growing e relativo tour internazionale. Tutto è pronto in casa TTR, l'uscita del nuovo album è prevista per il 1º aprile 2014 su etichetta Inri Metatron.
Il 15 gennaio 2014 viene annunciato l'uscita dalla band del cantante Paolinho.
Aprile 2014 esce per l'etichetta Inri Metatron il nuovo album Growing al quale segue un lungo tour europeo che porta la band sarda a suonare in Polonia, Spagna, Inghilterra Svizzera, Germania, Austria oltre naturalmente all'Italia e all'amata Sardegna.
Policegun, nuovo singolo e video 2015 per i Train To Roots “Un richiamo per tutti a non perdere la nostra umanità, anche indossando una divisa”
Ci sono storie che a volte bisogna proprio raccontare, o cantare. Per i Train To Roots, alcune di queste storie sono quelle che portano i nomi della scuola Diaz di Genova, di Stefano Cucchi, il geometra deceduto in ospedale una settimana dopo il suo arresto a Roma, e quello di Federico Aldrovandi, per la cui morte sono stati condannati quattro poliziotti per eccesso colposo nell'uso legittimo delle armi.
È proprio a due settimane dalla storica sentenza della Corte europea dei Diritti dell'Uomo che ha condannato l'Italia per tortura per il blitz della polizia alla scuola Diaz la notte del 21 luglio 2001, durante il G8 di Genova, che i Train To Roots presentano il loro nuovo singolo, Policegun, accompagnato da un video. “Una canzone che non vuole essere un attacco alle forze dell'ordine, ma un richiamo per tutti a non perdere la nostra umanità, anche indossando una divisa”, dice Antonio Leardi, produttore e musicista della band.
Durante la registrazione del video di Policegun, l'artista Giuseppe Todde si è cimentato in un murale di un volto i cui tratti sono una combinazione di quelli di Carlo Giuliani e Federico Aldrovandi. L'opera, che resterà visibile, è stata realizzata a Serramanna (VS) sui muri dell'ex Cantina Sociale, per volontà della band in accordo con l'amministrazione pubblica locale.
A metà di giugno 2015 esce un altro singolo dal nome "Step Up", una produzione semi-digitale per rivivere in pieno le sonorità delle produzioni degli anni ottanta, sapientemente miscelate con le ultime tendenze in materia di groove ritmico.
Il video di "Step Up" è stato girato in Sardegna, fra le sue scogliere incantate e i vicoli di Bosa, uno dei borghi più belli d'Italia. La sua semplicità vuole mettere in risalto il ruolo dei cantanti, mentre la band passeggia lungo i vicoli in una giornata di sole e il risultato è un video leggero ed estivo in cui, ancora una volta, esibiscono la loro amata terra.
All'inizio del 2016 esce il loro quinto album Home (INRI, 2016), un metaforico ritorno a casa per il gruppo sardo, che torna ad auto-prodursi scegliendo di suonare reggae “a modo suo”: roots rock reggae, Il disco è distribuito in Europa da Music First, mente, per la prima volta nella discografia della band, VP Records, la più importante etichetta reggae, curerà la distribuzione nel resto del mondo. Tante collaborazioni per allargare questa Home musicale; tutte persone stimate dalla band per il loro talento artistico, ma anche e soprattutto per il loro lato umano. Tra queste spiccano quelle con gli italiani Clementino, Madh e Levante, tre artisti che pur non appartenendo al mondo reggae, hanno voluto far parte di questo lavoro. Lion D e gli spagnoli Aspencat e Auxili, fanno invece oramai parte della vita musicale dei Train To Roots e per questo sono stati coinvolti in questa produzione. Da segnalare la copertina del disco che sarà stampato in formato vinile e che si tratta di un'opera di Giorgio Casu, chiamata "The Kiss".
2017 Il sesto disco in studio si chiama Declaration N°6 ; Undici tracce inedite arricchite dalla preziosa partecipazione di Bunna, voce e leader di Africa Unite e di Eugenio Finardi, cantautore milanese pietra miliare della scena rock sperimentale e progressiva degli anni ’70. Declaration N°6 esce in Italia per INRI e verra distribuito globalmente da VPAL, parte dell’etichetta reggae più importante al mondo, VP records. Ancora una volta una copertina d'autore questa volta a cura di Vincenzo Pattusi
Il 25 marzo 2019 viene annunciato l'uscita dalla band del cantante Rootsman I. Il 12 Aprile 2019 esce "Denaro"  singolo da suono roots reggae e solo poco più di un mese dopo il 20 Maggio esce "OI" il nuovo singolo cantato in lingua sarda. 
A Ottobre 2021, inizia la collaborazione con la Roble Factory, una start up culturale con sede ad Alghero in Sardegna che produce il nuovo brano e video in lingua sarda "Pro Tie". Collaborazione che prosegue anche con i singoli successivi "Ancora Qui " e "Fermare il Tempo"

## Formazione

### Formazione attuale
- Simone Pireddu "Bujumannu" (voce)
- Antonio Leardi "Papa'Ntò" (tastiere / dub master)
- Stefano Manai "Stiv Man I" (chitarra)
- Giampaolo Bolelli "Jambo" ( basso / voce)
- Tommaso Gieri "Pol drummer" (batteria)

### Ex componenti
- Alessandro Sedda "Lee Van Beatz" (batteria) dal 2016 al 2019
- Michele Mulas "Rootsman I" (voce), dal 2010 e fino al 2018
- Paolino Secchi "Paolinho"(voce), fino al 2014
- Michel Rum (percussioni), fino al 2009
- Claudio Sanna (batteria), fino al 2008
- Carlo Pippia "Groover"(batteria) fino al 2016
- Carlo De Cesaro (batteria), fino al 2005
- Simone Bardi “Doctor Bass” fino al 2022

## Discografia

### Album di studio
- 2005 - Train To Roots
- 2008 - Terra e Acqua (Evil Empire)
- 2009 - Terra e Acqua Deluxe Version (Evil Empire)
- 2011 - Breathin' Faya edizione speciale in allegato al quotidiano L'Unione Sarda
- 2011 - Breathin' Faya
- 2011 - Breathin' Faya edizione per i negozi a cura di One Step Records/Venus
- 2014 - Growing (Metatron / INRI)
- 2016 - Home (Metatron / INRI , distribution by Artist first and VPal Music)
- 2017 - Declaration N°6  (Metatron / INRI , distribution by Artist first and VPal Music)

### Singoli
- 2010 - Is not a crime (Studio Shanty One)
- 2010 - Shame (Studio Shanty One)
- 2010 - Il più bel sogno (Studio Shanty One)
- 2010 - Faya (Studio Shanty One)
- 2011 - Waiting in vain a Tribute to Bob Marley ft Mellow Mood (Studio Shanty One)
- 2011 - Enemies (Studio Shanty One)
- 2011 - Water (Studio Shanty One)
- 2012 - Reggae Lovers (Studio Shanty One)
- 2012 - Easy (Studio Shanty One) version reggae del famoso brano dei Commodors di Lionel Richie
- 2013 - Africans (Sottopelle Studio)
- 2014 - Hot Situation (INRI / VPAL)
- 2014 - Ever remix (INRI / VPAL)
- 2015 - Policegun (INRI / VPAL)
- 2015 - Step Up (INRI / VPAL)
- 2016 - Nuh Push (INRI / VPAL) feat. Madh
- 2017 - Move It (INRI / VPAL)
- 2017 - Nessuno Mai  feat. Bunna  (INRI / VPAL)
- 2019 - Denaro  (INRI / VPAL)
- 2019 - OI  (INRI / VPAL)
- 2021 - Pro Tie (INRI / VPAL) (Roble factory)
- 2022 - Ancora Qui  (INRI / VPAL) (Roble factory)
- 2023 - Fermare il Tempo  (INRI / Roble factory)
- 2024 - Gaza  ( Phonotype )[2]

## Award e Premi
- 2006  Miglior Gruppo Italiano al European Reggae Contest concorso reggae realizzato dal Rototom Sunsplash
- 2014 Premio Maria Carta

## Collaborazioni
- 2011 Almamediterranea: Paolinho in Anima contenuto in Popolo di onesti.
- 2011 Mellow Mood : Train To Roots in "Waiting in Vain" Bob Marley Cover
- 2010 Arrokibi Roots: Bujumannu in Lottendi contenuto in Different.
- 2010 Mamavibe: Rootsman I in Fight contenuto in Sete di Musica.
- 2015 Madh: Train To Roots in Kyoto Mind contenuto in Madhitation
- 2016 Levante: Train To Roots in Woman contenuto in Home
- 2017 Bunna : Train To Roots in  "Nessuno Mai" contenuto in Declaration N.6
- 2017 Eugenio Finardi : Train To Roots  in "Parole e Musica" contenuto in Declaration N.6

## Cinema
- 2012 - il brano Il più bel sogno viene inserito nella colonna sonora del film Bellas mariposas di Salvatore Mereu in concorso alla 69 Mostra del cinema di Venezia
- 2013 - Durante le sessioni di registrazione al “Sottopelle Studio” di Daniele Ferroni (Alghero), la band è stata costantemente seguita dalle telecamere e il risultato è il breve documentario intitolato “AFRICANS Recording Sessions”. Questo video-progetto è stato ripreso e montato da Fabio Calzia di "Seuna Lab" con la foto e video collaborazione di Gianfranco Manai.
- 2018 - Il brano "Enemies" viene inserito nella colonna sonora del film Go home - A casa loro di Luna Gualano, e dove come attore recita una parte, Giampaolo Bolelli "Jambo" , chitarra e voce della band